# 1986 na Alemanha
Esta é uma cronologia dos fatos acontecimentos de ano 1986 na Alemanha.

## Eventos
- 5 de abril: Um ataque terrorista na discoteca La Belle ocorre em Berlim Ocidental, matando três pessoas e ferindo mais de 200. O governo dos Estados Unidos diz que um grupo terrorista líbio é responsabilizado pelo atentado.
- 8 de junho: As eleições gerais são realizadas na Alemanha Oriental.